# Nuphar advena
Nuphar advena là một loài thực vật có hoa trong họ Nymphaeaceae. Loài này được R. Br. miêu tả khoa học đầu tiên.